# Alternatieve media
Alternatieve media is een niet eenduidig afgebakende term waarmee vaak wordt geduid op massamedia die niet worden gerekend tot de mainstream media (de msm). Deze media willen een alternatief vormen voor de msm en noemen zich ook wel onafhankelijke media, omdat zij onafhankelijk van de mainstream media en de overheid opereren. 
Alternatieve media presenteren informatie die niet of nauwelijks door de msm wordt gebracht, dan wel – volgens de alternatieve media zelf – op een onvolledige of verdraaide wijze wordt gepresenteerd. In de alternatieve media is er veel ruimte voor (alternatieve) meningen, waarbij in de gevestigde media gepresenteerde feiten in twijfel worden getrokken of ontkend. Soms worden complottheorieën verbreid.
De aanduiding 'alternatieve media' wordt onderscheiden van de ook wel gebruikte term 'nieuwe media'. Dat laatste verwijst meestal naar digitale vormen van informatieoverdracht in het algemeen. Alternatieve media kunnen worden verspreid via internet, als televisie- of radiokanaal, podcasts of in gedrukte vorm.

## Definitie
Alternatieve media zijn onafhankelijke bronnen van nieuws en informatie die het nieuws presenteren vanuit een specifiek gezichtspunt dat vaak afwijkt van de algemene visie die door de mainstream media wordt uitgedragen. Dit kan een mening zijn vanuit het perspectief van een politieke minderheid, een bepaalde sociale of etnische groep of een andere specifieke gemeenschap. Alternatieve visies kunnen worden gebracht in de vorm van nieuwsreportages, analyses, commentaren en soms ook een complottheorie. Onderwerpen kunnen variëren van cultuur, kunst en vermaak tot lokaal nieuws. Alternatieve media maken gebruik van burgerjournalistiek en brengen nieuws en commentaar van 'gewone' mensen. De invloed van internet bij de verspreiding van content is groot.

## Doelgroep
Uit onderzoek blijkt dat de gebruikers van alternatieve nieuwsmedia in Nederland over het algemeen grootverbruikers van nieuws zijn die een diversiteit aan nieuwsbronnen gebruiken, ook de msm. Nog geen 4% maakt nooit gebruik van de mainstream media en 28% gebruikt ook nog 7 verschillende mainstream media. Ruim een derde heeft een mbo-opleiding en nog eens ruim een derde heeft een hbo- of wetenschappelijke opleiding. Zij zijn niet per se politiek rechts georiënteerd, maar blijken uit onderzoek van Renée van der Nat en Yael de Haan een gevarieerde politieke voorkeur hebben. Het zijn betrokken burgers die ontevreden zijn over de samenleving, de politiek en de msm en vaak wantrouwend zijn. Vanuit hun gevoel van maatschappelijke betrokkenheid, een sceptische houding ten opzichte van de media en een cynische blik op de traditionele nieuwsmedia kijken deze gebruikers juist kritisch naar berichtgeving.

## Voorbeelden van alternatieve media
- De Andere Krant
- blckbx
- Café Weltschmerz
- Gezond Verstand
- Red Pill Journal
- Voorwaarheid (voorheen Viruswaarheid)

Volgens de hiervoor gegeven strikte definitie – onafhankelijk opererend van de mainstream media en de overheid – behoren omroepen als Ongehoord Nederland (als onderdeel van de NPO) en platformen die qua eigenaarschap niet onafhankelijk zijn van gevestigde mediabedrijven, zoals Dumpert (Telegraaf Media Groep) en voorheen ook GeenStijl, niet tot de alternatieve media, hoewel zij hier inhoudelijk wel dicht bij staan.